# Viola tessinensis
Viola tessinensis är en violväxtart som beskrevs av Wilhelm Becker. Viola tessinensis ingår i släktet violer, och familjen violväxter. Inga underarter finns listade i Catalogue of Life.